# Taulajärvi
Taulajärvi är en sjö i kommunen Tammerfors i landskapet Birkaland i Finland. Sjön ligger 95,7 meter över havet. Arean är 50 hektar och strandlinjen är 4,97 kilometer lång. Sjön  ingår i Kumo älvs huvudavrinningsområde.   Den ligger omkring 16 km norr om Tammerfors och omkring 180 km norr om Helsingfors. 